# Бек (музичар)
Бек Хансен (енгл. Beck Hansen; 8. јул 1970), рођен као Бек Дејвид Кембел (енгл. Bek David Campbell), амерички је певач, текстописац, музичар и музички продуцент. Током 1990-их је стекао светску славу користећи различите музичке жанрове. Издао је 14 студијских албума.
Рођен је у Лос Анђелесу 1970. године и у свет музике је ушао наступајући по локалним кафићима и клубовима. Године 1989. се преселио у Њујорк где је на њега утицала заједница која се бавила анти-фолк музиком. Касније се вратио у Лос Анђелес и тада је његов сингл из 1993. године Loser постао светски хит као и читав албум Mellow Gold. Касније су уз критике успех доживели и албуми Odelay и Mutations који су добили Греми за најбољи албум алтернативне музике. Трећи пут је награду добио за албум Colors.

## Дискографија
Студијски албуми
- Golden Feelings (1993)
- Stereopathetic Soulmanure (1994)
- Mellow Gold (1994)
- One Foot in the Grave (1994)
- Odelay (1996)
- Mutations (1998)
- Midnite Vultures (1999)
- Sea Change (2002)
- Guero (2005)
- The Information (2006)
- Modern Guilt (2008)
- Morning Phase (2014)
- Colors (2017)
- Hyperspace (2019)